# Charli xcx

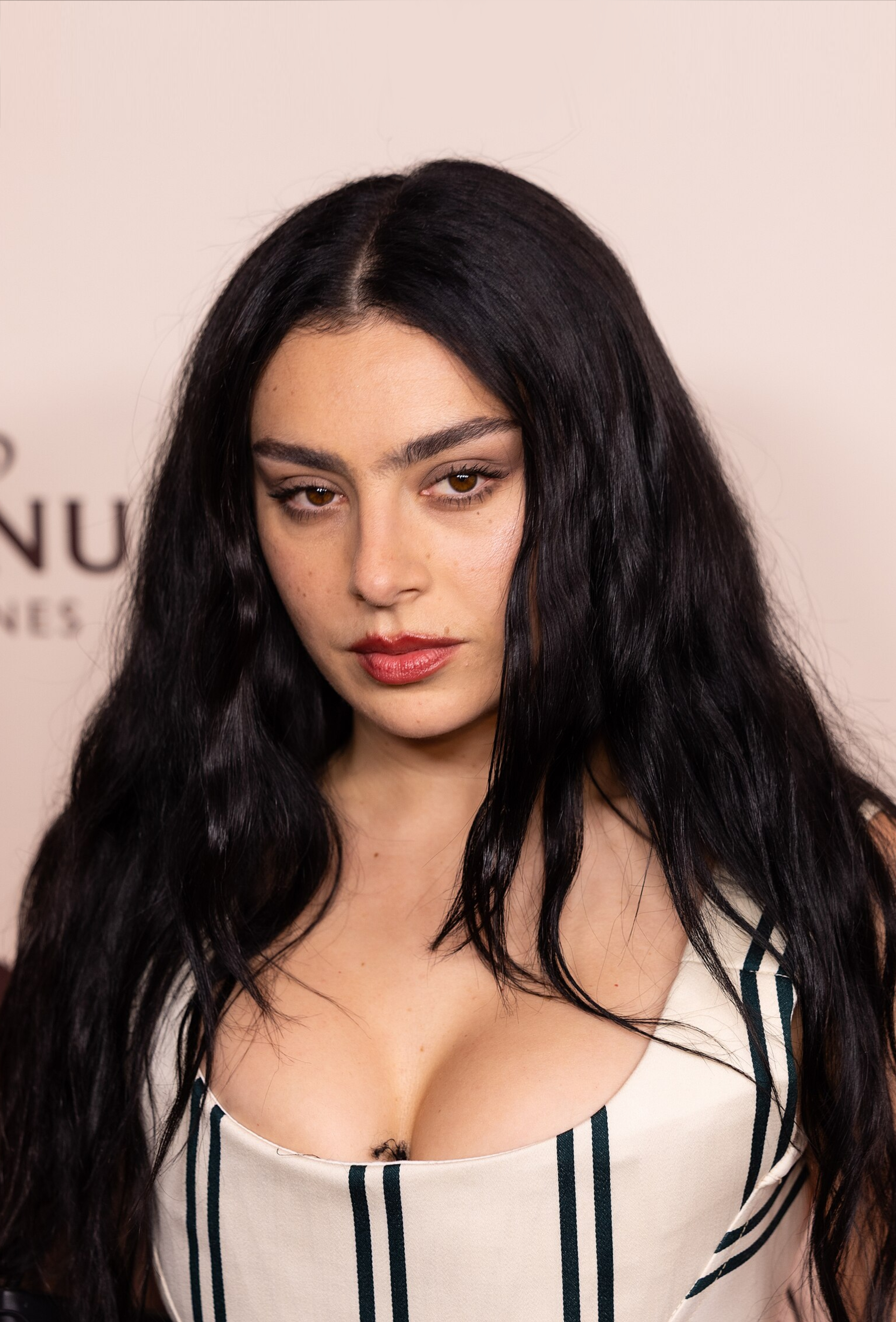
Charli xcx im Mai 2025 bei den Internationalen Filmfestspielen in Cannes

Charlotte Emma Aitchison (* 2. August 1992 in Cambridge, Cambridgeshire) – besser bekannt unter ihrem Künstlernamen Charli xcx, bis Juni 2024 Charli XCX, – ist eine britische Pop-Singer-Songwriterin. Sie schrieb unter anderem Songs für Iggy Azalea, Icona Pop, Hilary Duff, Selena Gomez, Rita Ora, Camila Cabello, Shawn Mendes, Madison Beer, Twice, Britney Spears, Raye und Gwen Stefani.

## Leben
Charlotte Aitchison ist die Tochter eines schottischen Vaters und einer indischen Mutter aus Uganda. Sie begann mit acht Jahren eigene Songs zu schreiben und besuchte bis 2010 das Bishop’s Stortford College. Laut eigener Aussage besitzt sie eine Ton-Farb-Synästhesie, wodurch sie Töne durch verschiedene Farben wahrnimmt.
Im Juli 2025 heiratete sie George Daniel, den Schlagzeuger der Band The 1975.

## Karriere
Mit 14 Jahren wurde Aitchison eingeladen, auf einer Londoner Party zu spielen, nachdem der Veranstalter ihre Songs auf Myspace gehört hatte.
2008 erschienen die Singles Emelline/Art Bitch und !Franchesckaar!, woraufhin sie von This Is Music und IAMSOUND Records unter Vertrag genommen wurde. Später veröffentlichte sie drei weitere Songs namens Stay Away, Nuclear Seasons und You’re the One, zu welchen auch Videos produziert wurden. Ende 2011 veröffentlichte sie zwei EPs. Sie schrieb den Song I Love It, der später vom schwedischen Duo Icona Pop – nachdem ein Produzent ihnen den Song vorspielte und dieser ihnen sehr gefiel – aufgenommen wurde und hohe Chartplatzierungen erreichte, darunter Platz eins im Vereinigten Königreich. Ihr erstes Album unter einem Major-Label erschien im April 2013 und heißt True Romance. Das Album wurde nach dem gleichnamigen Film von Tony Scott benannt. Obwohl es bei Metacritic eine durchschnittliche Punktzahl von 77 von 100 bekam, konnte das Album international in keine Charts einsteigen.
Im Juni 2013 gab Charli XCX bekannt, dass sie an ihrem zweiten Album arbeitet. Zwischendurch veröffentlichte sie die Single SuperLove, welche trotz vorheriger Ankündigungen jedoch nicht auf dem Album erschien. Der Song erreichte Platz 62 in den britischen Singlecharts und war somit ihr erster Charteinstieg als Solokünstlerin in diesen Charts. Am 17. Februar 2014 wurde die Single Fancy veröffentlicht, die in Zusammenarbeit mit Iggy Azalea entstand. Der Song erreichte international hohe Chartplatzierungen und war sowohl Azaleas, als auch Charli XCX’ erster Nummer-eins-Hit in den Billboard Hot 100. Das Video zur Single ist eine Hommage an den Film Clueless – Was sonst! und war unter anderem in vier Kategorien bei den MTV Video Music Awards 2014 sowie in den Kategorien Record of the Year und Best Pop Duo or Group Performance bei den Grammy Awards 2015 nominiert. Ihre im Mai 2014 erschienene Single Boom Clap ist Teil des Soundtracks zum Film Das Schicksal ist ein mieser Verräter und ist ebenfalls auf ihrem zweiten Album Sucker enthalten. Der Song erreichte die Top-10 in mehreren Staaten. Die zweite Single ihres zweiten Albums veröffentlichte sie am 25. August 2014 unter dem Namen Break the Rules. Im September 2014 gab Katy Perry bekannt, dass Charli XCX als Vorprogramm ihrer Europakonzerte im Rahmen der Prismatic World Tour auftritt. Im November 2014 bot sie als Live-Act bei den MTV Europe Music Awards 2014 – wo sie in den Kategorien Bester Newcomer und Bester Push Act nominiert war – Boom Clap and Break the Rules dar. Im Januar 2015 fungierte Break the Rules als Titelsong der neunten Staffel von Ich bin ein Star – Holt mich hier raus! und stieg daraufhin in die deutschen, österreichischen und schweizerischen Singlecharts ein. Die mit Rita Ora aufgenommene Nachfolgesingle Doing It erreichte die Top-10 im Vereinigten Königreich.

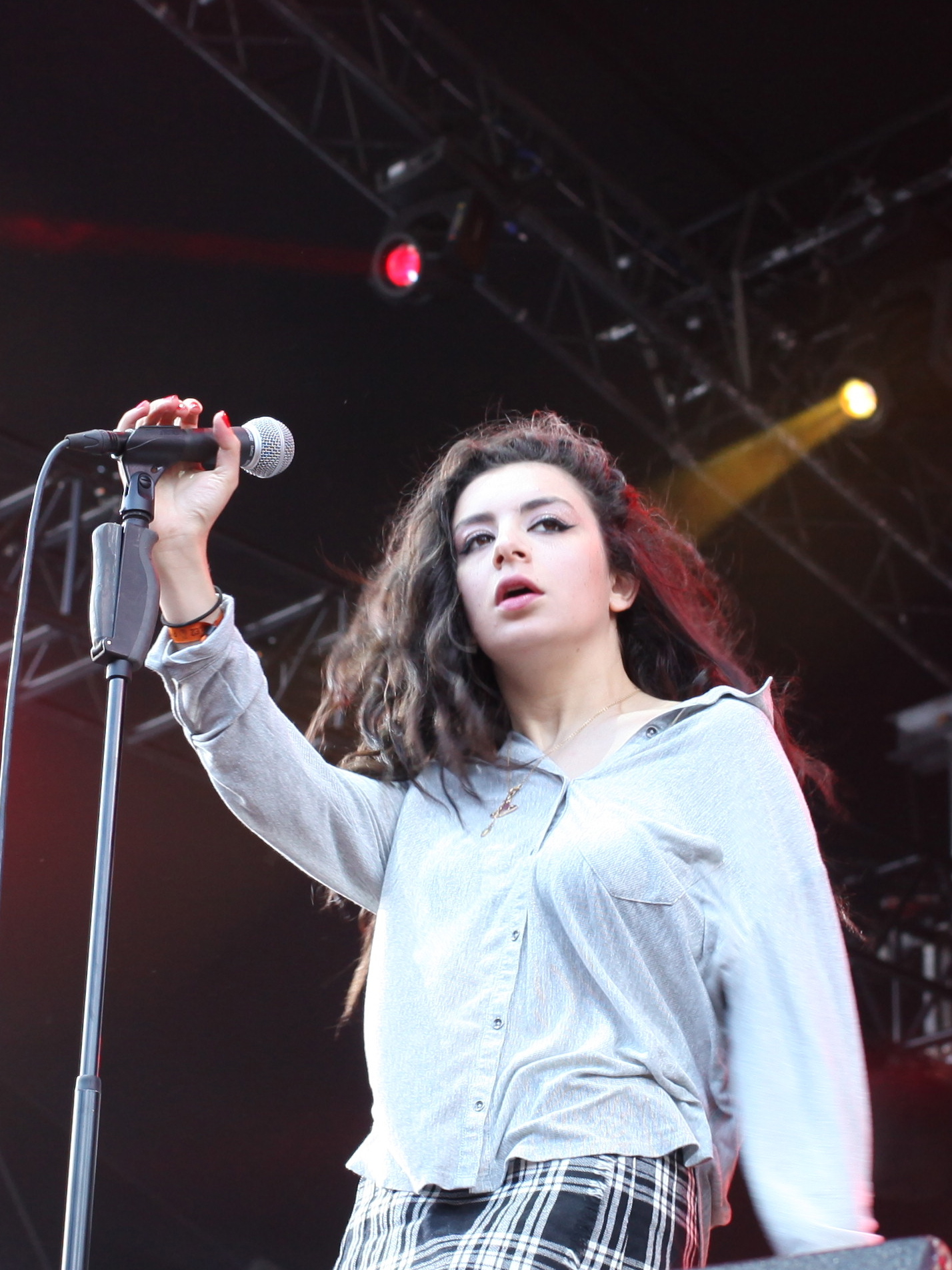
Charli XCX im Jahr 2013

2016 erschien die Vroom Vroom EP, die einen Vorgeschmack auf Charli XCX’ neues Album geben sollte. Ende 2016 veröffentlichte sie – mit Lil Yachty als Gastrapper – die Single After the Afterparty. Diese war ursprünglich als Lead-Single des Albums geplant, wurde jedoch nach dem Erfolg der 2017 erschienenen Single Boys davon entfernt. Im März 2017 erschien ihr Mixtape Number 1 Angel. Ende desselben Jahres erschien ihr Mixtape Pop 2. Ursprünglich sollte das dritte Album im Mai 2017 erscheinen. Nachdem jedoch viele unbekannte Songs – welche ursprünglich für das dritte Album geplant und produziert wurden – im Sommer desselben Jahres illegal im Internet auftauchten, wurde die Veröffentlichung des Albums auf unbestimmte Zeit verschoben. Seit Mai 2018 trat sie mit Camila Cabello im Vorprogramm der Reputation-Tour von Taylor Swift auf. Ende Mai veröffentlichte sie die Single 5 In The Morning, Ende Juni die Doppelsingle Focus/No Angel und Ende Juli die Single Girls Night Out. Anfang Oktober kündigte sie ihre neue Single 1999 an – eine Zusammenarbeit mit dem Sänger Troye Sivan –, die am 5. Oktober veröffentlicht wurde und auf Platz 13 der britischen Charts einstieg. Im Mai 2019 veröffentlichte sie die neue Single ihres dritten Albums Blame It On Your Love in Zusammenarbeit mit der US-Sängerin und Rapperin Lizzo. Anschließend stellte sie auf Festivals zwei neue Songs aus ihrem dritten Album vor, ferner einen neuen Song namens Gone – in Kollaboration mit der französischen Gesangskollegin Christine and the Queens – auf dem Primavera Festival und eine zweite Troye-Sivan-Kollaboration namens 2099 auf dem von Sivan organisierten Go West Festival. Am 7. Juni 2019 erschien der Song Dream Glow des mobilen Videospiels BTS WORLD, den sie zusammen mit den Gesangskollegen Jung Kook, Jimin und Jin der K-Pop-Band BTS sang. Im September 2019 erschien ihr drittes Studioalbum unter dem Namen Charli. Im Mai 2020 erschien Charlis viertes, während der Corona-Pandemie aufgenommene Studioalbum How I‘m feeling now.
Die im August 2021 veröffentlichte Single Out Out in Zusammenarbeit mit den britischen DJs Joel Corry und Jax Jones sowie der US-amerikanischen Rapperin Saweetie wurde ein Top-10-Hit im Vereinigten Königreich und in Deutschland mit Gold ausgezeichnet. Im März 2022 erschien ihr fünftes Studioalbum Crash, welches im Vereinigten Königreich, Irland und Australien die Spitze der Charts erreichte und die Top-40-UK-Single Beg For You enthält, welche dort mit Silber ausgezeichnet wurde. Die im Juli 2022 veröffentlichte Single Hot In It in Zusammenarbeit mit dem niederländischen DJ Tiësto erreichte Chartplatzierungen in den deutschen und britischen Charts.
Im Juni 2023 erschien die Single Speed Drive als Teil von Barbie: The Album, dem Soundtrack des 2023 erschienenen Films Barbie von Greta Gerwig. Im Oktober 2023 erschien die Single In The City in Zusammenarbeit mit dem britischen Sänger Sam Smith.
Im Juni 2024 erschien Charli xcx’ sechstes Studioalbum Brat, welches die Top 3 der Charts im Vereinigten Königreich und den Vereinigten Staaten erreichte. Im Anschluss an das Studioalbum erschien ein Remixalbum namens Brat and It's Completely Different but Also Still Brat. Die daraus entstammende Singleauskopplung Guess zusammen mit der US-amerikanischen Sängerin Billie Eilish avancierte zu ihrem zweiten Nummer-eins-Hit im Vereinigten Königreich und erreichte zudem Top-5-Platzierungen in Österreich und der Schweiz.

## Musikalischer Stil

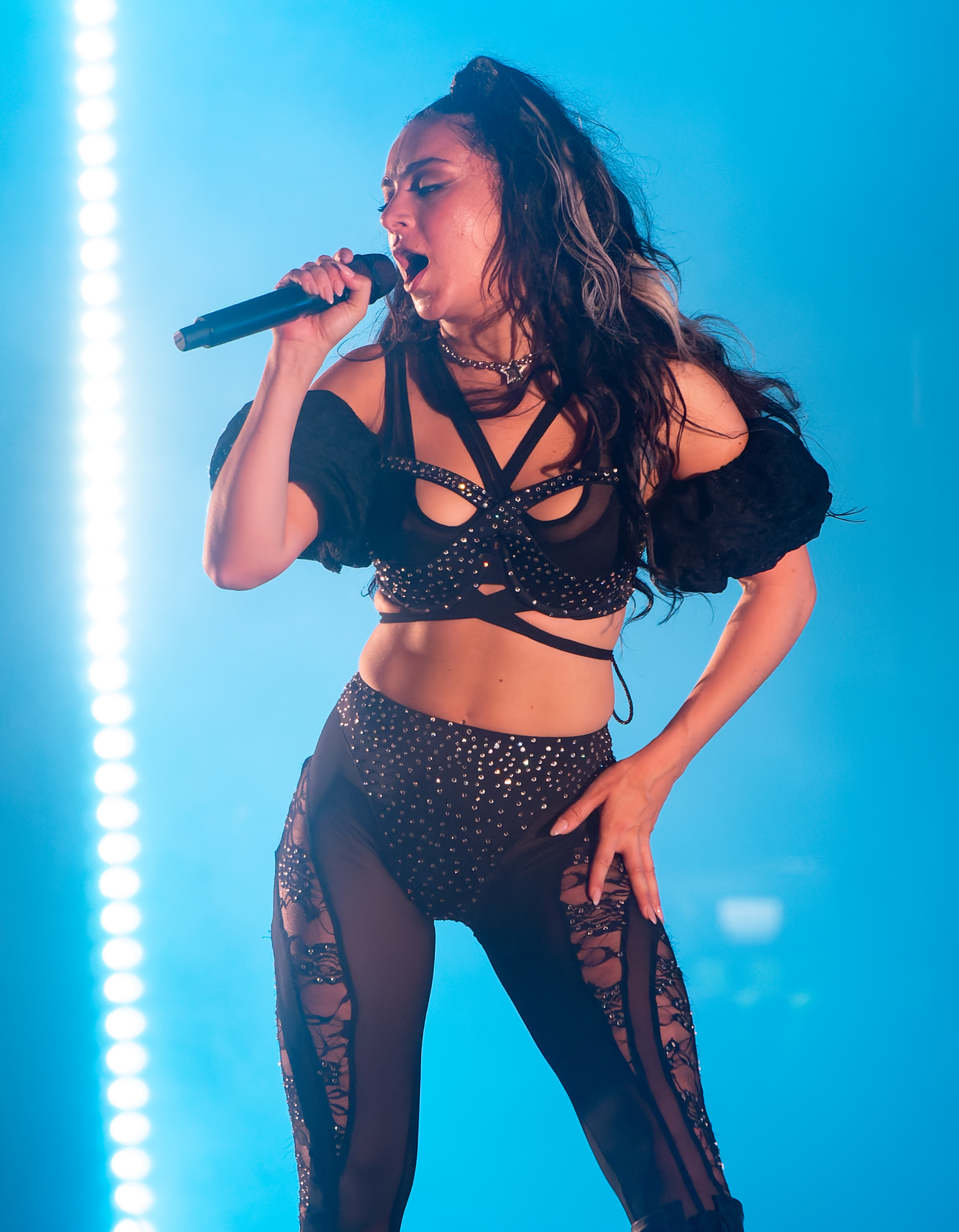
Charli XCX beim Primavera Sound 2022

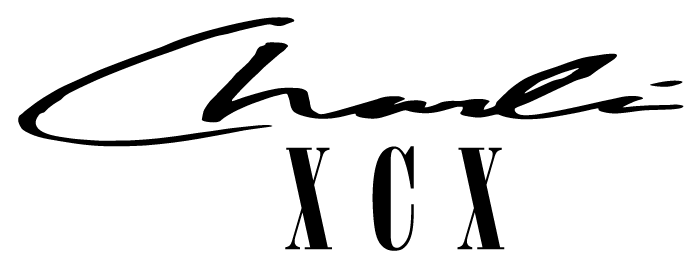
Ehemaliges Logo von Charli XCX

Charli xcx’ Musik wird mit dem charakteristischen Synthiepop der 1980er-Jahre verglichen und dazu mit der Gespensterhaftigkeit von Siouxsie Sioux oder der frühen Madonna. Ihre Einflüsse gibt sie unter anderem mit Christina Aguilera, Britney Spears, Spice Girls, Siouxsie and the Banshees, Kate Bush, Lil Wayne und Quentin Tarantino an. Einzelne Quellen ordnen ihre Musik als Goth Pop, Dark Pop oder Elektropop ein. Sie wird als Galionsfigur des Hyperpop-Stils der 2010er Jahre bezeichnet, obwohl sie Mitte 2020 den Begriff in den sozialen Medien zurückwies und erklärte, dass sie sich nicht mit Musikgenres identifiziere.

## Bedeutung des Namens
Die Bedeutung ihres Künstlernamens ist bisher nicht eindeutig von ihr erklärt worden. In einem Interview mit dem Rolling Stone erklärte sie, dass das XCX in ihrem Künstlernamen für nichts Besonderes stehe, sondern alles repräsentiere, was sie bisher gemacht hat. Sie habe den Namen gewählt, weil er cool aussehe und einprägsam sei. In einem Interview mit Details hingegen erklärte sie, ihr Künstlername stehe für Kiss Charli Kiss und entstamme ihrem MSN-Messenger-Namen. Da sie diese Bezeichnung jedoch als zu langweilig empfand, erzählte sie ihrem Musiklabel, dass es für „X-rated Cunt X-rated“ (X-rated bezeichnet eine Altersfreigabe für stark sexuelle Inhalte, die nicht jugendfrei sind; meist werden Pornofilme mit dieser Freigabe versehen, Cunt ist englisch für Fotze) stünde.

## Diskografie
Studioalben

| Jahr | Titel Musiklabel                         | Höchstplatzierung, Gesamtwochen, AuszeichnungChartplatzierungen (Jahr, Titel, Musiklabel, Platzierungen, Wochen, Auszeichnungen, Anmerkungen) | Höchstplatzierung, Gesamtwochen, AuszeichnungChartplatzierungen (Jahr, Titel, Musiklabel, Platzierungen, Wochen, Auszeichnungen, Anmerkungen) | Höchstplatzierung, Gesamtwochen, AuszeichnungChartplatzierungen (Jahr, Titel, Musiklabel, Platzierungen, Wochen, Auszeichnungen, Anmerkungen) | Höchstplatzierung, Gesamtwochen, AuszeichnungChartplatzierungen (Jahr, Titel, Musiklabel, Platzierungen, Wochen, Auszeichnungen, Anmerkungen) | Höchstplatzierung, Gesamtwochen, AuszeichnungChartplatzierungen (Jahr, Titel, Musiklabel, Platzierungen, Wochen, Auszeichnungen, Anmerkungen) | Anmerkungen                                            |
| Jahr | Titel Musiklabel                         | DE | AT | CH | UK | US | Anmerkungen                                            |
| ---- | ---------------------------------------- | --- | --- | --- | --- | --- | ------------------------------------------------------ |
| 2008 | 14 Selbstverlag (Orgy)                   | — | — | — | — | — | Erstveröffentlichung: 2008                             |
| 2013 | True Romance Asylum Records (WMG)        | — | — | — | UK85 (1 Wo.)UK | — | Erstveröffentlichung: 12. April 2013                   |
| 2014 | Sucker Asylum Records (WMG)              | DE57 (1 Wo.)DE | AT44 (2 Wo.)AT | CH33 (2 Wo.)CH | UK15 (6 Wo.)UK | US28 (8 Wo.)US | Erstveröffentlichung: 15. Dezember 2014                |
| 2019 | Charli Asylum Records (WMG)              | DE91 (1 Wo.)DE | AT73 (1 Wo.)AT | CH54 (1 Wo.)CH | UK14 (2 Wo.)UK | US42 (1 Wo.)US | Erstveröffentlichung: 13. September 2019               |
| 2020 | How I’m Feeling Now Asylum Records (WMG) | DE100 (1 Wo.)DE | — | — | UK33 (1 Wo.)UK | US111 (1 Wo.)US | Erstveröffentlichung: 15. Mai 2020                     |
| 2022 | Crash Asylum Records (WMG)               | DE19 (1 Wo.)DE | AT9 (2 Wo.)AT | CH19 (1 Wo.)CH | UK1 Silber · (4 Wo.)UK | US7 (3 Wo.)US | Erstveröffentlichung: 18. März 2022 Verkäufe: + 60.000 |
| 2024 | Brat Atlantic Records (WMG)              | DE5 (… Wo.)DE | AT5 (… Wo.)AT | CH7 (… Wo.)CH | UK1 Platin · (… Wo.)UK | US3 (… Wo.)US | Erstveröffentlichung: 7. Juni 2024 Verkäufe: + 548.500 |

## Künstlerauszeichnungen
Teen Choice Awards
- 2014: in der Kategorie „Choice Music: R&B/Hip-Hop Song“ (für „Fancy“)

SESAC Pop Awards
- 2014: in der Kategorie „Songwriter of the Year“
- 2014: in der Kategorie „Song of the Year“ (für „I Love It“)
- 2017: in der Kategorie „Songwriter of the Year“

Billboard Women in Music
- 2014: in der Kategorie „Hitmaker of the Year“

Billboard Music Awards
- 2015: in der Kategorie „Top Rap Song“ (für „Fancy“)

NME Awards
- 2015: in der Kategorie „Dancefloor Filler“ (für „Fancy“)
- 2016: in der Kategorie „Best British Female Artist“
- 2018: in der Kategorie „Best Track“ (für „Boys“)

Radio Disney Music Awards
- 2015: in der Kategorie „Best New Artist“

YouTube Music Awards
- 2015: in der Kategorie „50 Artists To Watch“

GQ Awards
- 2019: in der Kategorie „Woman Of The Year“

Variety's Hitmaker Awards
- 2020: in der Kategorie „Innovator of the Year“

Grammy Awards
- 2025: in der Kategorie „Best Dance Pop Recording“ (für „Von dutch“)
- 2025: in der Kategorie „Best Dance/Electronic Album“ (für „BRAT“)
- 2025: in der Kategorie „Best Recording Package“ (für „BRAT“)